# Gmina Värmdö
Gmina Värmdö (szw. Värmdö kommun) – gmina w Szwecji, w regionie Sztokholm, z siedzibą w Gustavsberg.
Pod względem zaludnienia Värmdö jest 68. gminą w Szwecji. Zamieszkuje ją 34 029 osób, z czego 49,54% to kobiety (16 858) i 50,46% to mężczyźni (17 171). W gminie zameldowanych jest 1831 cudzoziemców. Na każdy kilometr kwadratowy przypada 77,69 mieszkańca. Pod względem wielkości gmina zajmuje 186. miejsce.

## Bibliografia

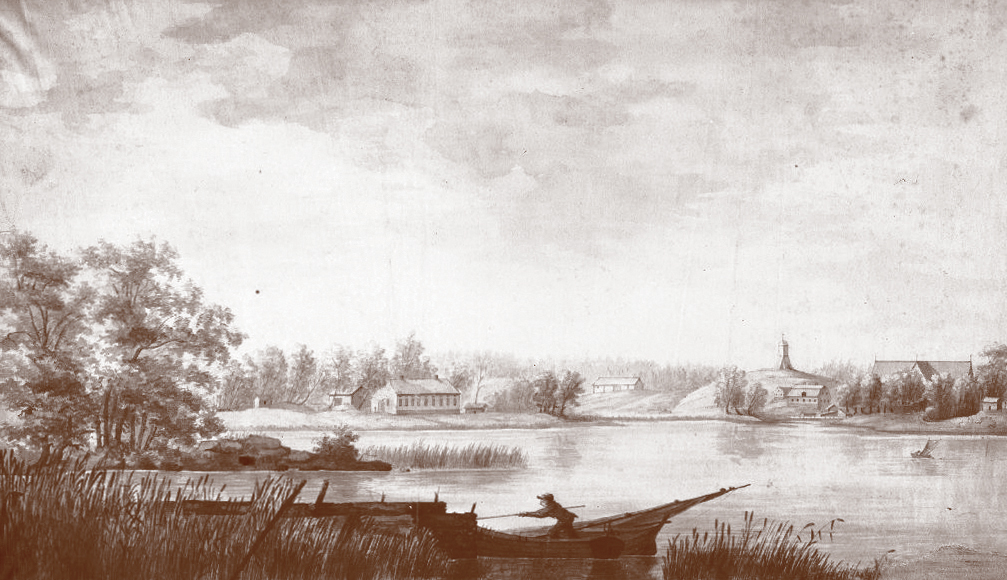
Rysunek Eliasa Sehlstedta